# 上新宿新田
上新宿新田（かみしんしゅくしんでん）は、千葉県流山市にある地名。郵便番号は270-0126。

## 地理
流山市の北部に位置する。自然が多く残る地区である。
東・南は南、西は埼玉県吉川市半割、北は北と接している。

## 歴史

### 沿革
- 1879年（明治2年）　葛飾県葛飾郡上新宿新田となる。
- 1871年（明治4年）　廃藩置県により印旛県葛飾郡上新宿新田となる。
- 1873年（明治6年）　県の統合及び、郡の分割により千葉県東葛飾郡上新宿新田となる。
- 1889年（明治22年）　東葛飾郡大畔村、小屋村、下花輪村、北村、桐ケ谷村、谷村、上貝塚村、上新宿村、南村、平方村、平方村新田、平方原新田、中野久木村、深井新田、東深井村、西深井村と合併し、東葛飾郡新川村大字上新宿新田となる。
- 1951年（昭和26年）4月1日　流山町、八木村と合併し、東葛飾郡江戸川町大字上新宿新田となる。
- 1952年（昭和27年）1月1日　江戸川町が流山町に改称。東葛飾郡流山町大字上新宿新田となる。
- 1967年（昭和42年）1月1日　市制施行により、流山市大字上新宿新田となる。

## 小・中学校の学区
市立小・中学校に通う場合、学区は以下の通りとなる。
| 番地       | 小学校               | 中学校               |
| ---------- | -------------------- | -------------------- |
| 27～34番地 | 流山市立西初石小学校 | 流山市立西初石中学校 |
| 35～98番地 | 流山市立新川小学校   | 流山市立北部中学校   |